# Cilla Niekoop
Cilla Niekoop (Eindhoven, 11 december 1985), beter bekend als C!lla, is een Nederlands zangeres en presentatrice. Niekoop verkreeg bekendheid als zangeres in de popgroep Ch!pz. Ze brak nationaal en internationaal door met het nummer "Ch!pz in Black". 
In 2010 werd bekendgemaakt dat Ch!pz op last van het management moest stoppen. Niekoop werd vervolgens presentatrice voor Omroep Brabant. In december van datzelfde jaar werd de Ziekte van Crohn bij Niekoop geconstateerd.
In oktober 2018 werd bekendgemaakt dat de popgroep Ch!pz weer bij elkaar is gekomen om te gaan optreden met alle oud leden.
In 2023 deed Niekoop mee aan het televisieprogramma De Alleskunner VIPS, waarin ze op de zevende plaats eindigde.